# Liu Huan

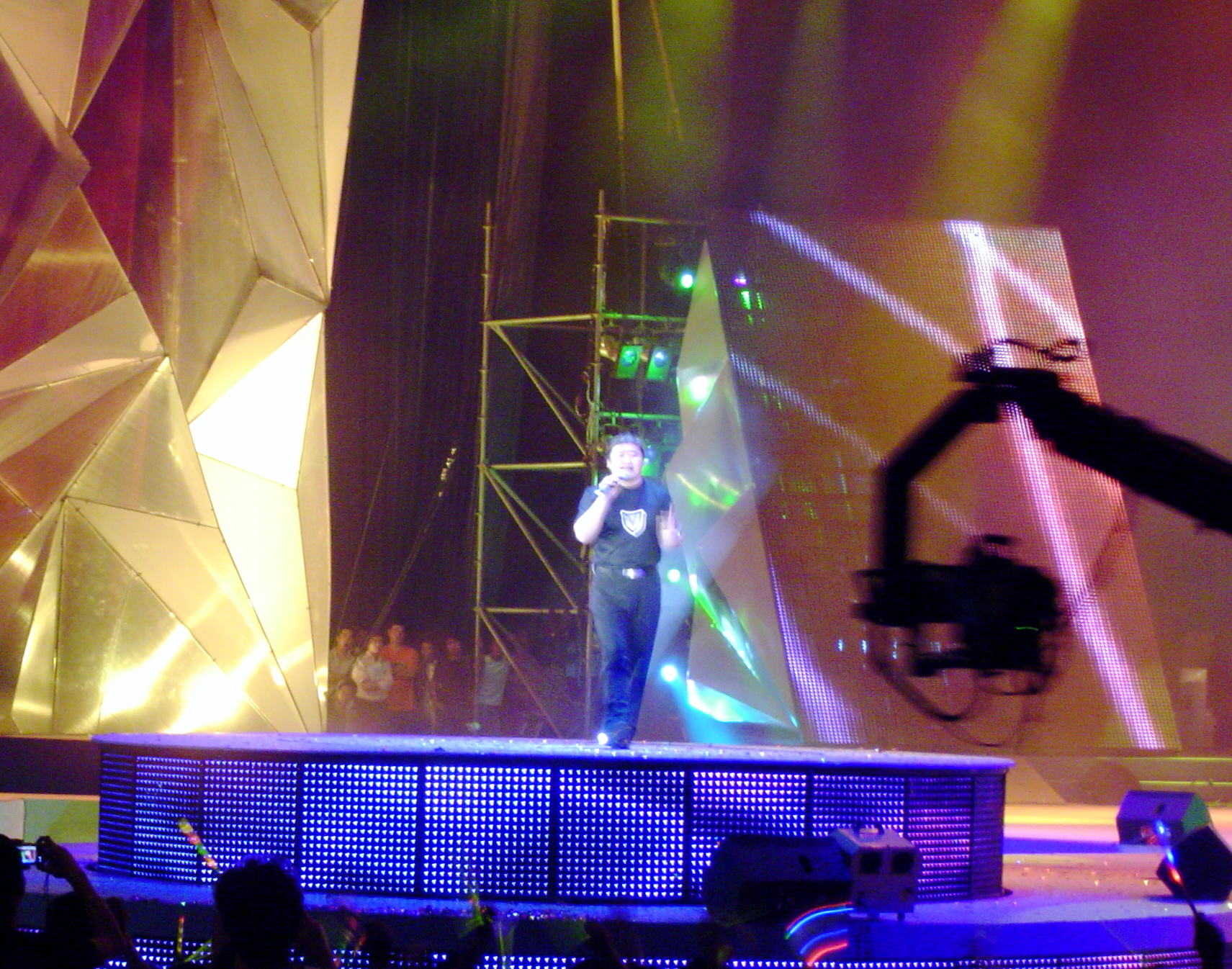
Liu Huan

Liu Huan (chinesisch 劉歡 / 刘欢, Pinyin Liú Huān; * 26. August 1963 in Tianjin, Volksrepublik China) ist ein chinesischer Pop-Sänger. Mit seinem Song 千万次地问 gelang es ihm, zehn Wochen lang die Nummer eins in den Charts der Radiostationen der Volksrepublik China zu bleiben. 1994 sang er in der Carnegie Hall in New York City.

## Leben
1985 graduierte Liu an der Universität für internationalen Beziehungen in Peking mit dem Hauptfach Französisch. Im Anschluss daran wurde er ins Autonome Gebiet Ningxia geschickt. Die Zeit dort hatte entscheidenden Einfluss auf seine Musik.

## Olympische Spiele 2008
Chinas Pop-Idol Liu Huan und die britische Sängerin Sarah Brightman sangen gemeinsam auf der Eröffnungsfeier der Olympischen Spiele 2008 die Hymne der Spiele "You and Me" (我和你).